# Leiten, Trg
Leiten je naselje v Občini Trg v Okraju Trg na Koroškem v Avstriji.